# Balázs F. Attila
Balázs F. Attila (n. 15 ianuarie 1954, Târgu-Mureș, România) este un poet, prozator, redactor, editor și traducător, care și-a petrecut copilăria în satul Radnot( astăzi Deda). A studiat teologie la Alba Iulia, si a obținut diploma de bibliotecar si de traducător la București.  Este directorul editurii AB ART din Budapesta. A publicat 36 de cărți în 15 țări. A tradus 35 de cărți din limbile română, spaniolă, portugheză, etc. Membru al Uniunii Scriitorilor din România, din Ungaria, din Slovacia, al PEN Clubului maghiar, a Academiei Europene de Știință si Artă din Paris. Membru de onoare a Academiei de Știință si Arta din Chisinau. Laureat a zeci de premii, printre care: Marele Premiu Lucian Blaga, (2011), Marele premiu Opera Omnia „Tudor Arghezi” (2014), Honorary Degree of Doctor of Literature, Suiyang, China, 2018, Award World English Writer’s Union, India, 2019, 2019 Premiul Lukijan Mušicki, Belgrad, 2019, International prize Dardanica, Brussel / Prishtina, 2019, Premiul pentru poezie a AESAL, 2020.

## Studii
- Institutul de Teologie Romano-Catolică, Alba-Iulia
- Biblioteconomie, București
- Școala Gimnazială în Ditrău

## Opere
- Maszkok (versuri), Ed. Madách, Bratislava
- A macska leve (proză), Ed. Microgramma, Bratislava
- Meztelen lovagok (versuri), Ed. AB-ART, Bratislava
- Arcképcsarnok (album literar), Ed. AB-ART, Bratislava
- Szlovákiai Magyar Ki Kicsoda (redactor), AB-ART, Bratislava
- Szókeresztem (versuri), Ed. Lilium Aurum), D. Streda
- Casanova átváltozásai (proză), Ed. Plectrum, Lucenec
- Premeny Casanovu (proză), Ed. Pelctrum, Lucenec
- Menekülés a Gettóból (traduceri), Ed. AB-ART, Bratislava
- Missa Bestialis (versuri), Ed. Limes, Cluj-Napoca
- Egy zacskó cseresznye (Antologia poeziei contemporane românești). Ed. AB-ART, Bratislava, 2009.
- Versek / Poezii. Ediție bilingvă, Limes / Dellart, 2009.
- Minimal,poezii, AB-ART Bratislava, 2010.
- Albastru, poezii, AB-ART Bratislava, 2011.
- Metamorfozele lui Casanova, în limba romana, în traducerea lui Ildiko Foartă, Grinta, Cluj, 2011.
- Minimal, poezii in lb germană în traducerea lui Timo Berger si Enikoe Thiele, Gabrielle Schaefer Verlag, Herne,

Germania, 2011.
- Metamorfozele lui Casanova, în limba maghiară, AB-ART, 2012
- Prelomjleni hleb, în lb. sârbă, în traducerea Jolanka Kovacs, Libertatea,  Pančevo, 2012
- Gordiev Jazol în limba macedoniana, în traducerea D. Dimov,2012. Skopje
- Cele mai frumoase poezii, în limba maghiară, AB-ART Bratislava, 2012.
- Minimal în l. portugheză în traducerea lui José Eduardo Degrazia, Editora Aty, Porto Alegre, Brazilia, 2013.
- Casanova’s Metamorphoses în lb. engleză, în traducerea lui Adrian George Sahlean, Ekstasis Editions, Canada, 2013.
- Cravata lui Villon, în traducerea lui Serban Foartă, TipoMoldova, Iasi, 2014.
- Lună pe cale de a se îneca. Traducere din limba maghiară de Ildikó Gábos-Foarță. Prefață de Ion Deaconescu; postfață de Nicolae

Coande, Editura Arc, 2014.
- Chair impassible, în limba franceză, prefață, în traducerea lui Károly Sándor Pallai, Paris, Éditions du Cygne, 2016.
- O mie de tentacule și-o frânghie, poeme, trad. din lb. maghiară de Mihók Tamás. - Pitești : Paralela 45, 2017
- Pritja e përjetshme, poeme în limba albaneză, în traducerea lui Baki Ymeri, 2017
- Avqustda qar, poeme în limba azeră în traducerea lui Mehmet Ismail. Edebiyyat, Baku, 2019
- ЛОВ НА ЛЕПОТУ, poeme în sârbă în traducerea lui Jolánka Kovács, Алма, Belgrad, 2019
- XÁC THỊT VÔ CẢM, poeme în limba vietnameză în traducerea lui Văn Minh Thiều, Nhà xuất bản Cygne, Hanoi, 2019
- La metamorfosis de Casanova, nuvele în traducerea lui Rafael Soler, Libros del Genio Maligno, Spania, 2020
- BLUE / ZAMAWATI Translated by:Ezra Nyakundi Mose, Christopher Okemwa, Kistrech Theatre International, 2020
- Blue: Traduzione dall’inglese di Laura Garavaglia, Quaderni del Bardo Edizioni, 2020

## Traduceri
- Kortárs román költők, AB-ART, 2007.
- Varujan Vosganian, Kék sámán ( Samanul albastru), AB-ART, 2009.
- Gabriel Chifu, Táblajáték (Jocul de table),  impreuna cu F. Bréda,AB-ART, 2009.
- Mircea Petean, Anna-versek (Poemele Anei), AB-ART, 2009.
- Angela Baciu, Poezii / Versek, Limes /AB-ART, 2009.
- Mircea Petean, Poezii / Versek, Limes, 2010.
- Lucian Blaga: Poezii / Versek, Nemzeti Tankönyvkiadó, Budapesta, 2011
- Robert Serban: Poezii, l’Harmattan, Budapesta, 2012
- Ion Deaconescu: Osandirea poetului, AB-ART, Bratislava, 2012
- Ioan Es Pop: Ieudul fără iesire, AB-ART, Bratislava, 2012
- Carolina Ilica: Putin mai mult, AB-ART, Bratislava, 2012.
- Rade Siljan: Secole, AB-ART, 2012.
- Rafael Soler: Cai de întoarcere, AB-ART, 2013.
- José Eduardo Degrazia: Geometria iubirii, AB-ART, 2013..
- Turczi István: Strainul, Europa, Craiova, 2014.
- Új Dánia / antologia poeziei din R. Moldova, Parnasszus Budapest, 2014
- Nedeljko Terzic: Robaj és csend, poezii, AB-ART, 2015
- Metin Cengiz: Fekete és fehér, poezii, AB-ART, 2015
- Müesser Yeniay: A rózsaszedés szertartása, poezii, AB-ART, 2015
- Nicolae Spataru: Álmatlanság Európáért, poezii, AB-ART, 2015
- Tudor Arghezi: Poezii versek , volum bilingv, Tg-Jiu, 2016
- Pedro Enríquez Késélen, Poems, AB ART, Budapesta, 2019
- Mamed Ismail Száműzetésben, Poems, AB ART, Budapesta, 2019
- Jeton Kelmendi Keserű kávé, poeme, AB ART, Budapesta, 2019
- Cinzia Demi: Magdolna voltam, poeme, AB ART, Budapesta, 2019
- Lulzim Tafa: Szokatlan ima, poeme, AB ART, Budapesta, 2019
- Dmitri Csisztiak: Tenger a kőben, poeme, Parnasszus, Budapest,2019
- László Kürti: Despre frauda, poeme, Amanda Edit Verlag, Bucuresti, 2019
- A négyarcú Bajon torony, poetii razboiului din Vietnam. AB ART, 2020

## Antologii de poezie
- Kimaradt szó. Antologie. Kriterion Bucuresti, 1979.
- Ötödik évszak. Tg.-Mures, 1980.
- Tűzpiros szavak. Albatros Bucuresti, 1981.
- Vámbéry Antológia. Lilium Aurum, Dunaszerdahely, 1999.
- Vámbéry Antológia, Lilium Aurum, Dunaszerdahely, 2006.
- Szlovákiai magyar szép versek. SZMIT, Dunaszerdahely, 2006.
- Szlovákiai magyar szép irodalom, SZMIT, Dunaszerdahely, 2007.
- Tahle ctvrt je nase, Mezera Praga, 2008.
- PESNIKI ČAKAjočI NA ANGELA, Apokalips, Liubliana, 2009.
- Vámbéry Antológia. Dunaszerdahely, Lilium Aurum, 2009.
- Vámbéry Antológia , Lilium Aurum, Dunaszerdahely, 2009.
- Vámbéry Antológia 2010. Lilium Aurum, Dunaszerdahely, 2010.
- Szlovákiai magyar szép irodalom 2008, SZMIT, Dunaszerdahely
- Festival Internacional de Poesia. Granada, Nicaragua, 2010
- Szlovákiai magyar szépirodalom 2011, SZMIT, Dunaszerdahely
- Meridian Blaga, Cluj, 2011.
- Struga, home of poetry, Struga, 2011.
- Vámbéry Antológia 2011. Lilium Aurum, Dunaszerdahely
- Poesys 16, Time for Poetry,  Bucuresti, 2012.
- Vámbéry antológia 2012, Lilium Aurum, Dunaszerdahely
- INTERNATIONAL PEN MULTILINGUAL ANTHOLOGY, AB-ART, 2012.
- Poems from Europe, Editura Pelerin, București, 2013.
- AL SALIR DE LA CÁRCEL, Edifsa, Salamanca, 2013.
- Szlovákiai magyar szépirodalom, SZMÍT, 2013.
- Vámbéry Antológia, Lilium Aurum, 2013.
- DEL TEATRO DEL SILENCIO AL PARNASSO, Tegucigalpa, Honduras, 2013.
- Poems for the Hazara: A Multilingual Poetry Anthology by 125 Poets from 68 Countries,  Full Page Publishing, 2014.
- Antologia Festivalului Mondial de poezie Mihai Eminescu, Craiova, 2018
- Agua Dulce, Caracola, Mexic, 2018
- Love postcards“ International Anthology of Poetry, USA, 2018
- Antologia festivalului Mihai Eminescu, Ed. Europa, 2019
- Tho', International poetry festival, Hanoi, 2019

## Premii
- Premiul II. Festivalul Baladele Dunării, 1987.
- Premiul Madách, 1994.
- Premiul Festivalului Internațional de Poezie din Sighetu Marmației, 2009.
- Premiul Poesis pt. traducere, Satu Mare, 2010.
- Cetatean de onoare a orasului Nandaime, Nicaragua, 2010.
- Premiul USR filiala Arad pentru traducere, 2010.
- Marele premiu Lucian Blaga , Cluj-Napoca,2011.
- Premiul Lilla, Hévíz, Ungaria, 2011.
- Premiul festivalului international de poezie din Vancouver, 2012.
- Premiul Academiei Mihai Eminescu pentru traducere, 2012.
- Premiul de excelenta a festivalului international de poezie Antares, Galati, 2013.
- Premiul Ex Libris, Dunajská Streda, 2014.
- Marele premiu a Festivalului international de poezie din Chisinau.
- Cetatean de onoare a orasului Tg Carbunesti, 2014.
- Marele premiu Opera Omnia Tudor Arghezi, Tg-Jiu, 2014.
- Marele premiu a festivalaului Primăvara poetilor din Chisinau, 2014
- Premiul literar MISAONIK, Sremska Mitrovica, 2015
- Cetătean de onoare a orasului Sirmium, Sremska Mitrovica, 2015
- Premiul pentru traducere Tudor Arghez, 2016
- Honorary Degree of Doctor of Literature, Suiyang, China, 2018
- Premiul World English Writer’s Union, India, 2019
- Premiul Lukijan Mušicki, Asociatia Scriitorilor din Belgrad, 2019.
- International prize Dardanica, Brussel / Prishtina, 2019
- Premiul pentru poezie a AESAL, 2020.

## Activități
- Uniunea Scriitorilor din Romania
- Membrul Asociației Scriitorilor din Slovacia
- Membrul Uniunii Scriitorilor din Ungaria
- Membrul Academiei Europene de Stiintă, Artă si Literatură din Paris
- Membru de onoare a Academiei de Stiintă si Artă din Chisinău
- Membru World Academy of Arts and Culture, California
- Membrul Ligii Scriitorilor Maghiari din Ardeal
- Directorul editurii AB-ART din Budapesta
- Vicepreședintele Asociației Culturale Grenzenlose Literatur, Frauenkirchen

## Traduceri
Textele autorului au fost traduse în limbile română, engleză, spaniolă, cehă, slovenă, macedoniană, sârbă, italiană, slovacă, portugheză, suedeză și  franceză, vietnameză, chineză, swahili.